# 名田村 (三重県)
名田村（なたむら）は、三重県志摩郡にあった村。地元では「なった」と通称。現在の志摩市の一部にあたる。

## 地理
大王崎の北部に位置していた。
- 海洋：太平洋[2]
- 半島：志摩半島[2]

## 歴史
- 江戸時代、志摩国英虞郡名田村は、鳥羽藩領で国府組に属した[2]。
- 1889年（明治22年）4月1日、町村制の施行により、英虞郡畔名村、志島村、名田村が合併して村制施行し、三和村が発足[3]。旧村名を継承した畔名、志島、名田の3大字を編成。
- 1894年（明治27年）2月13日、3大字が分立して畔名村、志島村、名田村 が発足[1][2][3]。大字は編成せず[2]。
- 1896年（明治29年）4月1日、郡の統合により志摩郡に所属[2]。
- 1954年（昭和29年）8月1日、志摩郡波切町、船越村と合併し、大王町を新設して廃止された[1][2]。合併後、大王町大字名田となる[2]。

## 産業
- 農業、漁業

## 名所・旧跡
- 天真名井神社[2]